# Quintuplice Alleanza
La Quintuplice Alleanza fu un accordo, stretto nel 1818, per il quale la Francia entrava a far parte della già esistente Quadruplice Alleanza, a cui appartenevano le potenze europee contro cui la Francia aveva combattuto durante le guerre napoleoniche: Austria, Regno Unito, Prussia e Russia.

## Il reingresso della Francia
Al congresso di Aquisgrana, dell'ottobre-novembre 1818, gli alleati, in cambio del pagamento delle riparazioni di guerra (ancorché ridotte), approvarono il ritiro dei propri corpi di occupazione, stanziati in Francia sin da Waterloo.
La Francia di Luigi XVIII, inoltre, venne invitata ad aderire pubblicamente ad una pomposa dichiarazione riguardo alla fraternità delle quattro potenze "cementata dai legami della fratellanza cristiana", che le quattro potenze vincitrici su Napoleone avevano, fra loro, discusso e sottoscritto.
A questa data si fa, a volte, risalire il reingresso di Parigi nel consesso delle potenze, dunque il passaggio dalla Quadruplice (senza la Francia) alla Quintuplice Alleanza.
Anche se, in effetti, le date andrebbero posticipate di circa quattro anni. In quel congresso di Aquisgrana, infatti, oltre alla pomposa e generica dichiarazione di fratellanza, le quattro potenze stipularono contestualmente anche un protocollo segreto, che confermava la garanzia reciproca in funzione anti-francese.
La vera promozione di Parigi da potenza sconfitta ad alleato dev'essere fatta risalire, in verità, al congresso di Verona del 9-14 ottobre 1822, quando, nonostante il dissenso inglese, Vienna, San Pietroburgo e Berlino autorizzarono i ministri di Luigi XVIII ad una grandiosa spedizione militare in Spagna per restaurare il governo assoluto di Ferdinando VII di Borbone: quello fu, in effetti, il vero evento che sancì il reingresso di Parigi nel consesso delle grandi potenze europee.

## I congressi
Gli stati aderenti alla Quintupla Alleanza si riunirono in sole tre occasioni tra il 1820 ed il 1822, quando si scatenarono nell'Europa meridionale i moti del 1820-1821:
- Congresso di Troppau (ottobre-novembre 1820),
- Congresso di Lubiana (gennaio-maggio 1821),
- Congresso di Verona (9-14 ottobre 1822).

Secondo gli storici, la fine morale dell'accordo risale al 1825, quando morì lo zar Alessandro, che fungeva da collante tra le potenze che vi aderivano.